# あわくら図書館
西粟倉村立西粟倉図書館（にしあわくらそんりつにしあわくらとしょかん）は、岡山県英田郡西粟倉村にある公立図書館。名称はあわくら図書館。2020年（令和2年）4月5日に開館した。

## 歴史
あわくら図書館の開館以前、西粟倉村にはあわくらこども図書館があった。
西粟倉村は平成の大合併以前から独自に財政再建に取り組んでおり、合併を行わずに単独村政を維持した。これによって西粟倉村立西粟倉中学校にプールを建設することなどを断念したが、「百年の森林構想」（百森構想）の中で図書館の建設を計画した。
1977年（昭和52年）6月6日に完成した旧・あわくら会館を取り壊し、その跡地に2018年（平成30年）12月4日に新・あわくら会館を着工、2020年（令和2年）4月5日にあわくら会館内にあわくら図書館（西粟倉村立西粟倉図書館）が開館した。「百年の森林構想」により大切に受け継がれた木材を活用した建物で「あつまる、つながる、やってみる」をビジョンとする生涯学習施設と図書館からなる複合施設である。
所蔵可能冊数は5万冊であり、開館時の蔵書冊数は約2万7000冊である。貸出数は2020年度の実績で18,992点となっている。奉仕人口当たりの貸出冊数は13.4冊/人で、岡山県内の公立図書館でトップである。

## 施設の目的
村民の教養、調査研究、レクリエーション等の活動を支援する生涯学習拠点施設、「人と人をつなぐ場」として設置された。